# MONKEY MAJIK BEST -Special Selection Edition by Maynard, Blaise, TAX & DICK-
『MONKEY MAJIK BEST -Special Selection Edition by Maynard, Blaise, TAX & DICK-』は、日本のポップ・ロックバンドMONKEY MAJIKが、2020年11月18日に発売した配信限定ベストアルバム。

## 概要
- 『20th Anniversary 花鳥風月』に先がけてのリリースとなっている。
- ベストアルバムとしては初の配信限定のみとなっている。
- これまでリリースしてきた楽曲の中から、メンバー四人がそれぞれ3曲ずつ選曲した楽曲を年代別に収録。

## 収録曲
1. Livin' in the sun
  - Blaiseの選曲。
2. Change
  - Maynardの選曲。
3. 空はまるで
  - Blaiseの選曲。
4. 木を植えた男
  - TAXの選曲。
5. Headlight
  - Maynardの選曲。
6. Delicious
  - Blaiseの選曲。
7. A.I. am Human
  - DICKの選曲。
8. ウマーベラス
  - TAXの選曲。
9. 留学生
  - Maynardの選曲。
10. Bitten By You
  - DICKの選曲。
11. Golden Road
  - TAXの選曲。
12. Eden
  - DICKの選曲。